# Paraquilegia microphylla
Paraquilegia microphylla är en ranunkelväxtart som först beskrevs av John Forbes Royle, och fick sitt nu gällande namn av J. Drumm. och Hutch.. Paraquilegia microphylla ingår i släktet Paraquilegia och familjen ranunkelväxter. Inga underarter finns listade i Catalogue of Life.